# Michael Morgan (Ruderer)
Michael Dennis Morgan OAM (* 19. Dezember 1946 in Sydney) ist ein ehemaliger australischer Ruderer. 1968 gewann er mit dem australischen Achter eine olympische Silbermedaille.

## Sportliche Karriere
Bei den Olympischen Spielen 1968 in Mexiko-Stadt trat der australische Achter in der Besetzung Alfred Duval, Michael Morgan, Joseph Fazio, Peter Dickson, David Douglas, John Ranch, Gary Pearce, Robert Shirlaw und Steuermann Alan Grover an. Die Australier belegten im Vorlauf den zweiten Platz hinter dem Deutschland-Achter und vor dem Boot aus der Tschechoslowakei. Im Hoffnungslauf gewannen die Australier vor dem Boot aus der UdSSR. Im Finale siegten die Deutschen mit etwa einer Sekunde Vorsprung vor den Australiern, eine weitere Sekunde dahinter gewann der Achter aus der Sowjetunion die Bronzemedaille.
Vier Jahre später bei den Olympischen Spielen 1972 in München startete der australische Achter in der Besetzung John Clark, Michael Morgan, Bryan Curtin, Richard Curtin, Robert Paver, Kerry Jelbart, Gary Pearce, Malcom Shaw und Steuermann Alan Grover. Die Australier belegten im Vorlauf den vierten Platz hinter den Booten aus der UdSSR, den Niederlanden und der DDR. Mit einem Sieg im Hoffnungslauf erreichten die Australier das Halbfinale, dort belegten sie den fünften Platz. Im B-Finale erreichten sie den zweiten Platz und belegten damit in der Gesamtwertung den achten Rang.
Nach seiner aktiven Karriere wurde Morgan Rudertrainer bei seinem Heimatverein, dem Sydney Rowing Club, er betreute unter anderem den australischen Achter bei den Olympischen Sommerspielen 1976. Daneben und danach war er viele Jahre als Jugendtrainer erfolgreich.